# Never Really Over
Never Really Over (englisch für „[Es ist] nie wirklich vorbei“) ist ein Lied der US-amerikanischen Popsängerin Katy Perry.

## Promotion
Am 27. Mai 2019 kündigte die Universal Music Group ein Event an, zu welchem ausgewählte Fans kommen durften. Am 28. Mai kündigte Katy Perry über ihr Instagram-Profil Never Really Over und dessen Veröffentlichungsdatum an.

## Komposition
Never Really Over ist dem Genre Elektropop zuzuordnen. Das Lied weist 100 Schläge pro Minute auf und wurde in As-Dur verfasst. Perrys Stimmumfang reicht von g3 bis es5. Es enthält Teile des Liedes Love You Like That (englisch für ‚[Ich] liebe dich so‘) der norwegischen Sängerin Dagny. Sie wurde dementsprechend als Autorin des Stücks unter ihrem bürgerlichen Namen Dagny Sandvik erwähnt.

## Kommerzieller Erfolg

### Chartplatzierungen
| ChartsChartplatzierungen       | Höchstplatzierung | Wochen |
| ------------------------------ | ----------------- | ------ |
| Deutschland (GfK)              | 47 (10 Wo.)       | 10     |
| Österreich (Ö3)                | 29 (12 Wo.)       | 12     |
| Schweiz (IFPI)                 | 21 (12 Wo.)       | 12     |
| Vereinigte Staaten (Billboard) | 15 (13 Wo.)       | 13     |
| Vereinigtes Königreich (OCC)   | 12 (16 Wo.)       | 16     |

### Auszeichnungen für Musikverkäufe
| Land/Region                  | Auszeichnungen für Musikverkäufe (Land/Region, Auszeichnung, Verkäufe) | Verkäufe  |
| ---------------------------- | ---------------------------------------------------------------------- | --------- |
| Australien (ARIA)            | 4× Platin                                                              | 280.000   |
| Brasilien (PMB)              | Diamant                                                                | 160.000   |
| Dänemark (IFPI)              | Gold                                                                   | 45.000    |
| Finnland (IFPI)              | Gold                                                                   | 20.000    |
| Italien (FIMI)               | Gold                                                                   | 25.000    |
| Kanada (MC)                  | 3× Platin                                                              | 240.000   |
| Mexiko (AMPROFON)            | Gold                                                                   | 30.000    |
| Neuseeland (RMNZ)            | Platin                                                                 | 30.000    |
| Norwegen (IFPI)              | Platin                                                                 | 60.000    |
| Österreich (IFPI)            | Gold                                                                   | 15.000    |
| Polen (ZPAV)                 | Platin                                                                 | 20.000    |
| Portugal (AFP)               | Platin                                                                 | 10.000    |
| Spanien (Promusicae)         | Gold                                                                   | 30.000    |
| Vereinigte Staaten (RIAA)    | Platin                                                                 | 1.000.000 |
| Vereinigtes Königreich (BPI) | Platin                                                                 | 600.000   |
| Insgesamt                    | 6× Gold · 13× Platin · 1× Diamant ·                                    | 2.565.000 |

Hauptartikel: Katy Perry/Auszeichnungen für Musikverkäufe

## Mitwirkende
- Gesang – Katy Perry
- Hintergrundgesang – Gino Barletta • Hayley Warner • Leah Haywood
- Songwriter – Katy Perry • Dagny Sandvik • Michelle Buzz • Jason Gill • Gino Barletta • Hayley Warner • Anton Zaslavski • Leah Haywood • Daniel James
- Produktion – Anton Zaslavski • Leah Haywood • Daniel James
- Toningenieur – Ryan Shanahan • Brian Cruz
- Abmischung – Ryan Shanahan • Anton Zaslavski
- Programmierung – Anton Zaslavski • Leah Haywood • Daniel James
- Mastering – Dave Kutch
- Studiopersonal – Ryan Shanahan • Brian Cruz • Dave Kutch[10]